# Барге
Барге, Барґе (італ. Barghe) — муніципалітет в Італії, у регіоні Ломбардія, провінція Брешія.
Барге розташоване на відстані близько 460 км на північ від Рима, 100 км на схід від Мілана, 23 км на північний схід від Брешії.
Населення — 1204 особи (2014).

## Демографія
Населення за роками:

Станом на 1 січня 2023 року в муніципалітеті офіційно проживало 58 іноземців з 13 країн, серед них 9 громадян країн Євросоюзу та 1 громадянин України.

## Сусідні муніципалітети
- Презельє
- Провальйо-Валь-Саббія
- Саббіо-К'єзе
- Вестоне